# Bocicoiu Mare (okręg Marmarosz)
Bocicoiu Mareⓘ (ukr. Великий Бичків, Wełykyj Byczkiw; węg. Nagybocskó) – wieś w Rumunii, w okręgu Marmarosz, w gminie Bocicoiu Mare. W 2011 roku liczyła 518 mieszkańców.